# 塞巴斯蒂安·容
塞巴斯蒂安·容（德語：Sebastian Jung，1990年6月22日—）是一位德國足球運動員，在場上司職右後衛。現效力于德乙球隊卡爾斯魯厄。他曾入選德國國家足球隊及各級青年隊。

## 球會生涯
容在家鄉球會克尼格斯泰因展開球足球生涯，被法蘭克福球探發現後便在1998年加盟法蘭克福。2007/08下半球季，容隨法蘭克福二隊參加了上黑森足球聯賽。2009年3月8日首次參加聯業聯賽比賽，對手為比勒費爾德。下一場賽事對霍芬海姆，他以先發身份上場。2010年2月7日作客多特蒙德打進了首顆職業聯賽進球，使球隊追平，最終以3-2獲勝。2010/11球季，他成為了球隊主力陣容，以右邊衛身份上場。2013年4月6日，容續約至2015年季末。
2014年5月22日，容轉會到沃尔夫斯堡並簽約至2018年。

## 國家隊生涯
容代表過德國U18上場4次，德國U20上場9次，並隨隊參加了2009年U20世界盃足球賽。2010年9月3日，他首次代表德國U21上場。2012年11月11日，他被德國國家足球隊以後備身份徵召，參加對荷蘭的友誼賽。2014年5月8日，他入選了對波蘭友誼賽的大軍名單。

## 外部連結
- Sebastian Jung at transfermarkt.de （德文）
- fussballdaten.de：Sebastian Jung之統計數據 （德文）
- Sebastian Jung （页面存档备份，存于） at eintracht-archiv.de （德文）